# Working Undercover for the Man
Working Undercover for the Man é o décimo quinto EP da banda They Might Be Giants, lançado a 16 de Maio de 2000.

## Faixas
Todas as faixas por They Might Be Giants.
1. "Rest Awhile" - 1:39
2. "Working Undercover for the Man" - 2:18
3. "I Am a Human Head" - 2:49
4. "Empty Bottle Collector" - 1:37
5. "On the Drag" - 2:16
6. "Radio They Might Be Giants #1" - 0:09
7. "Radio They Might Be Giants #2" - 0:16
8. "Radio They Might Be Giants #3" - 0:12
9. "Robot Parade" (Adult Version) - 1:03

## Créditos
- John Flansburgh - Guitarra, vocal
- Dan Hickey - Bateria
- Steve Jankowski - Trompete
- John Linnell - Teclados, vocal
- Graham Maby - Baixo
- Dan Miller - Guitarra
- Jim O'Connor - Trompete
- Danny Weinkauf - Baixo